# Halina Thylwe
Halina Thylwe (ur. 25 maja 1952 w Warszawie) – polska tłumaczka literatury szwedzkiej i norweskiej. 

## Życiorys
W 1976 ukończyła studia polonistyczne na Uniwersytecie Warszawskim. Członkini Stowarzyszenia Pisarzy Polskich.
Z literatury szwedzkiej przełożyła na polski m.in. serię powieści o komisarzu Becku Sjöwall i Wahlöö, kryminały Henninga Mankella, a także powieści Majgull Axelsson, Svena Delblanca, Jana Guillou, Torgny'ego Lindgrena i Agnety Pleijel. W jej tłumaczeniu ukazało się również wiele sztuk teatralnych i scenariuszy, m.in. Ingmara Bergmana i Larsa Noréna. Opracowała też dwie antologie współczesnych dramatów szwedzkich, będąc tłumaczką niektórych zamieszonych tam utworów.
Na język polski przełożyła również dzieła literatury norweskiej, m.in. utwory Josteina Gaardera i Thora Heyerdahla.

## Nagrody
W roku 2000 za całokształt twórczości przekładowej otrzymała przyznawaną przez Akademię Szwedzką nagrodę fundacji Natur & Kultur dla tłumaczy, a w 2011 roku stypendium im. Görana O. Erikssona, przyznawane od 1993 roku przez Stowarzyszenie Dramaturgów Szwedzkich tłumaczom popularyzującym dramat szwedzki.

## Dorobek przekładowy
- Per Christian Jersild, Wyspa dzieci. Poznań: Wydawnictwo Poznańskie, 1986. ISBN 83-210-0556-X
- Vilhelm Moberg, Imigranci. Poznań: Wydawnictwo Poznańskie, 1987. ISBN 83-210-0642-6 (tłum. razem z Marią Olszańską)
- Maj Bylock, Słoneczny kamień. Warszawa: Nasza Księgarnia, 1988. ISBN 83-10-09186-9
- Per Olof Sundman, Ocean lodowaty. Warszawa: Iskry, 1989. ISBN 83-207-1144-4
- Jan Guillou, Coq Rouge. Warszawa: Czytelnik, 1992. ISBN 83-07-02291-6
- Sven Delblanc, Noc w Jeruzalem. Warszawa: Czytelnik, 1993. ISBN 83-07-02286-X
- Roald Amundsen, Moje życie polarnika. Warszawa: Iskry, 1993. ISBN 83-207-1377-3
- Torgny Lindgren, Batszeba. Poznań: Kantor Wydawniczy SAWW, 1993. ISBN 83-85066-27-6
- Ingmar Bergman, Niedzielne dziecko. Warszawa: Prószyński i S-ka, 1993. ISBN 83-85661-55-7
- Jan Guillou, Wróg wroga. Warszawa: Almapress, 1994. ISBN 83-7020-173-3
- Gösta Knutsson, Filonek Bezogonek i jamik Janik. Warszawa: Nasza Księgarnia, 1994. ISBN 83-10-09750-6
- Gösta Knutsson, Filonek Bezogonek i Maja Śmietanka. Warszawa: Nasza Księgarnia, 1994. ISBN 83-10-09748-4
- Jostein Gaarder, Tajemnica Świąt Bożego Narodzenia. Warszawa: Jacek Santorski & CO, 1995. ISBN 83-86821-07-8
- Ingmar Bergman, Dobre chęci. Warszawa: Czytelnik, 1995. ISBN 83-07-02473-0
- Thor Heyerdahl, Wyprawa Kon-Tiki. Warszawa: Prószyński i S-ka, 1995. ISBN 83-85661-89-1
- Ingmar Bergman, Rozmowy poufne. Warszawa: Wydawnictwo Warszawskie,1996. ISBN 83-905991-2-0
- Richard Foreman, Moja głowa była młotem kowalskim. [w:] Dialog. 1996, nr 8, s. 48-60.
- Staffan Göthe, Wypchany pies. [w:] Dialog. 1996, nr 11, s. 37-83.
- Morti Vizki, Znani ludzie. [w:] Dialog. 1997, nr 4, s. 48-58.
- Jan Fosse, Dziecko. [w:] Dialog. 1997, nr 11, s. 36-71.
- Cecilie Løveid, Maria Q. [w:] Dialog. 1997, nr 11, s. 72-111.
- Ingmar Begman, Piąty akt. Warszawa: Wydawnictwo Warszawskie,1997. ISBN 83-905991-4-7 (tłum. razem z Ewą Niewiarowską)
- Ingela Norlin, Kiedy dzwoni telefon; Nieodkryty kolor; Moje dziecko; Na imię mi Carl. [w:] Literatura na Świecie.1998, nr 7/8, s. 355-358.
- Inger Edelfeldt, Wycieczka. [w:] Literatura na Świecie. 1998, nr 7/8, s. 349-354.
- Lars Norén, Jesień i zima. [w:] Dialog.1998, nr 7, s. 44-102.
- Torgny Lindgren, Droga wężowa na skale. Podkowa Leśna: "Aula",1999. ISBN 83-85275-81-9
- Agneta Pleijel, Kto zważa na wiatr. Podkowa Leśna: "Aula", 1999. ISBN 83-85275-80-0
- Kjell Albin Abrahamson, Sverige och Polen = Szwecja i Polska. Stockholm: Svenska Institutet, 2000. ISBN 91-520-0642-5
- Lars Norén, Cud-nie. [w:] Dialog. 2001, nr 9, s. 70-102.
- Marianne Fredriksson, Elisabeth i Katarina. Warszawa: "Libros", 2002. ISBN 83-7311-387-8
- Lars O. Lagerqvist, Historia Szwecji. Sztokholm: Instytut Szwedzki, 2002. ISBN 91-520-0718-9
- Ragnhild N. Grødal, Bestia! Warszawa: Jacek Santorski & Co. Wydaw., 2002. ISBN 83-88875-06-X
- Majgull Axelsson, Daleko od Niflheimu. Warszawa: "W.A.B.", 2003. ISBN 83-89291-52-5
- Peter Høeg, Kobieta i małpa. Warszawa: "Noir sur Blanc", 2003. ISBN 83-7392-055-2
- Karin Alvtegen, Zaginiona. Warszawa: "Świat Książki", 2003. ISBN 83-7391-001-8
- Henning Mankell, Fałszywy trop. Warszawa: "Świat Książki", 2003. ISBN 83-7311-947-7
- Henning Mankell, Piąta kobieta. Warszawa: "W.A.B.", 2004. ISBN 83-89291-53-3
- Anna-Karin Palm, Córki malarzy. Warszawa: "Świat Książki", 2004. ISBN 83-7311-789-X
- Henning Mankell, Antylopy. [w:] Dialog. R. 50, nr 5 (2005), s. 72-103.
- Henning Mankell, Biała lwica. Warszawa: "W.A.B.", 2005. ISBN 83-7414-067-4
- Jostein Gaarder, Szach mat: zagadki, baśnie i opowiadania. Warszawa: Jacek Santorski & Co Agencja Wydawnicza, 2006. ISBN 978-83-89763-52-5
- Karin Alvtegen, Zdrada. Warszawa: Świat Książki, 2006. ISBN 83-7391-718-7
- Mats Wahl, Bracia i siostry. Warszawa: Jacek Santorski & Co Agencja Wydawnicza, 2007. ISBN 978-83-60207-09-3
- Åke Edwardson, Niebo to miejsce na ziemi. Warszawa: Jacek Santorski & Co Agencja Wydawnicza, 2008. ISBN 978-83-89763-75-4
- Majgull Axelsson, Kwietniowa czarownica. Warszawa: Wydawnictwo W.A.B. 2008. ISBN 978-83-7414-458-2
- Majgull Axelsson, Droga do piekła. Warszawa: Wydawnictwo W.A.B., 2008. ISBN 978-83-7414-457-5
- Maj Sjöwall, Per Wahlöö, Roseanna. Warszawa: Wydawnictwo Amber, 2009. ISBN 978-83-241-3252-2
- Maj Sjöwall, Per Wahlöö, Mężczyzna na balkonie. Warszawa: Wydawnictwo Amber, 2009. ISBN 978-83-241-3487-8
- Maj Sjöwall, Per Wahlöö, Mężczyzna, który rozpłynął się w powietrzu. Warszawa: Wydawnictwo Amber, 2009. ISBN 978-83-241-3399-4
- Dan Höjer, Gunilla Kvarnström, Wielka księga siusiaków. Warszawa: Wydawnictwo Czarna Owca, 2009. ISBN 978-83-7554-095-6
- Maj Sjöwall, Per Wahlöö, Morderstwo w Savoyu. Warszawa: Wydawnictwo Amber, 2010. ISBN 978-83-241-3832-6
- Maj Sjöwall, Per Wahlöö, Śmiejący się policjant. Warszawa: Wydawnictwo Amber, 2010. ISBN 978-83-241-3895-1
- Maj Sjöwall, Per Wahlöö, Wóz strażacki, który zniknął. Warszawa: Wydawnictwo Amber, 2010. ISBN 978-83-241-3688-9
- Maj Sjöwall, Per Wahlöö, Zamknięty pokój. Warszawa: Wydawnictwo Amber, 2010. ISBN 978-83-241-4114-2
- Maj Sjöwall, Per Wahlöö, Twardziel z Säffle. Warszawa: Wydawnictwo Amber, 2011. ISBN 978-83-241-3970-5
- Ingrid Hedström, Dziewczęta z Villette. Warszawa: Wydawnictwo Czarna Owca, 2013. ISBN 978-83-7554-413-8
- Ingrid Hedström, Nauczycielka z Villette. Warszawa: Wydawnictwo Czarna Owca, 2013. ISBN 978-83-7554-412-1
- Tove Jansson, Uczciwa oszustka. Warszawa: Wydawnictwo "Nasza Księgarnia", 2013. ISBN 978-83-10-11967-4
- Ingrid Hedström, Pod ziemią w Villette. Warszawa: Wydawnictwo Czarna Owca, 2014. ISBN 978-83-7554-926-3
- Majgull Axelsson, Ja nie jestem Miriam. Warszawa: W.A.B. - Grupa Wydawnicza Foksal, 2015. ISBN 978-83-280-1453-4

## Redakcja antologii dramatów
- Sześć kobiet szuka reżysera. Podkowa Leśna: „Aula”, 1998. ISBN 83-85275-66-5
- Pięciu mężczyzn szuka reżysera. Warszawa: „Aula”, 2001. ISBN 83-85275-31-2